# Falls of Rough Historic District
Der Falls of Rough Historic District, auch bekannt als Green Family Farm Historic District,  ist ein denkmalgeschütztes Bauensemble, ein sogenannter Historic District, in der Ortschaft Falls of Rough im Breckinridge County, Kentucky.
Im Jahr 1830 erwarb der Anwalt Willis Green II. 80 Hektar Land beidseits des Rough Rivers und somit das Gebiet der heutigen Ortschaft. In den nächsten Jahren erbaute er dort ein Wohnhaus, eine Säge- und eine Getreidemühle sowie einen Gemischtwarenladen. Green II. erwarb sich bald den Ruf eines erfolgreichen Geschäftsmannes und industriellen Unternehmers. Er war ein leidenschaftlicher Whig und Freund von Henry Clay. Von 1839 bis 1845 war Green II. Abgeordneter im Repräsentantenhaus der Vereinigten Staaten. In der Folge entwickelte sich der Besitz der Familie zu einer Ortschaft, die auf ihrem Höhepunkt in der Zeit zwischen 1900 und 1930 um die 250 Einwohner hatte und eine Poststelle (erbaut um 1905) sowie eine methodistische, neugotisch gestaltete Kirche mit Pfarrhaus (erbaut um 1890) umfasste. Alle Gebäude hatten die Green-Familie als Bauherren. 1877 errichtete ein Unternehmen aus Cleveland eine bogenförmige, 45 m lange Balkenbrücke aus Eisen über den Rough River. Im Jahr 1890 wurde Falls of Rough per Nebenbahn erschlossen und zu diesem Zweck ein Eisenbahndepot im Ort errichtet. Nach der Aufgabe dieser Bahnstrecke im Jahr 1941 zerfiel das Gebäude und war in den 1970er Jahren nur noch als Ruine erhalten.
Am 31. Januar 1978 wurde der Falls of Rough Historic District in das National Register of Historic Places eingetragen.